# Eduards Tīdenbergs
Eduards Tīdenbergs (Ventspils, 18 dicembre 1994) è un calciatore lettone, difensore del Dubočica Leskovac.

## Carriera

### Club
Ha giocato nella massima serie lettone.

### Nazionale
Ha giocato nelle nazionali giovanili lettoni Under-18, Under-19 ed Under-21.
Nel 2020 ha giocato una partita con la nazionale maggiore.

## Palmarès

### Club

#### Competizioni nazionali
- Campionato lettone: 1

Ventspils: 2014
- Coppa di Lettonia: 2

Ventspils: 2016-2017
Liepāja: 2020